# Trump National Golf Club Washington, D.C.

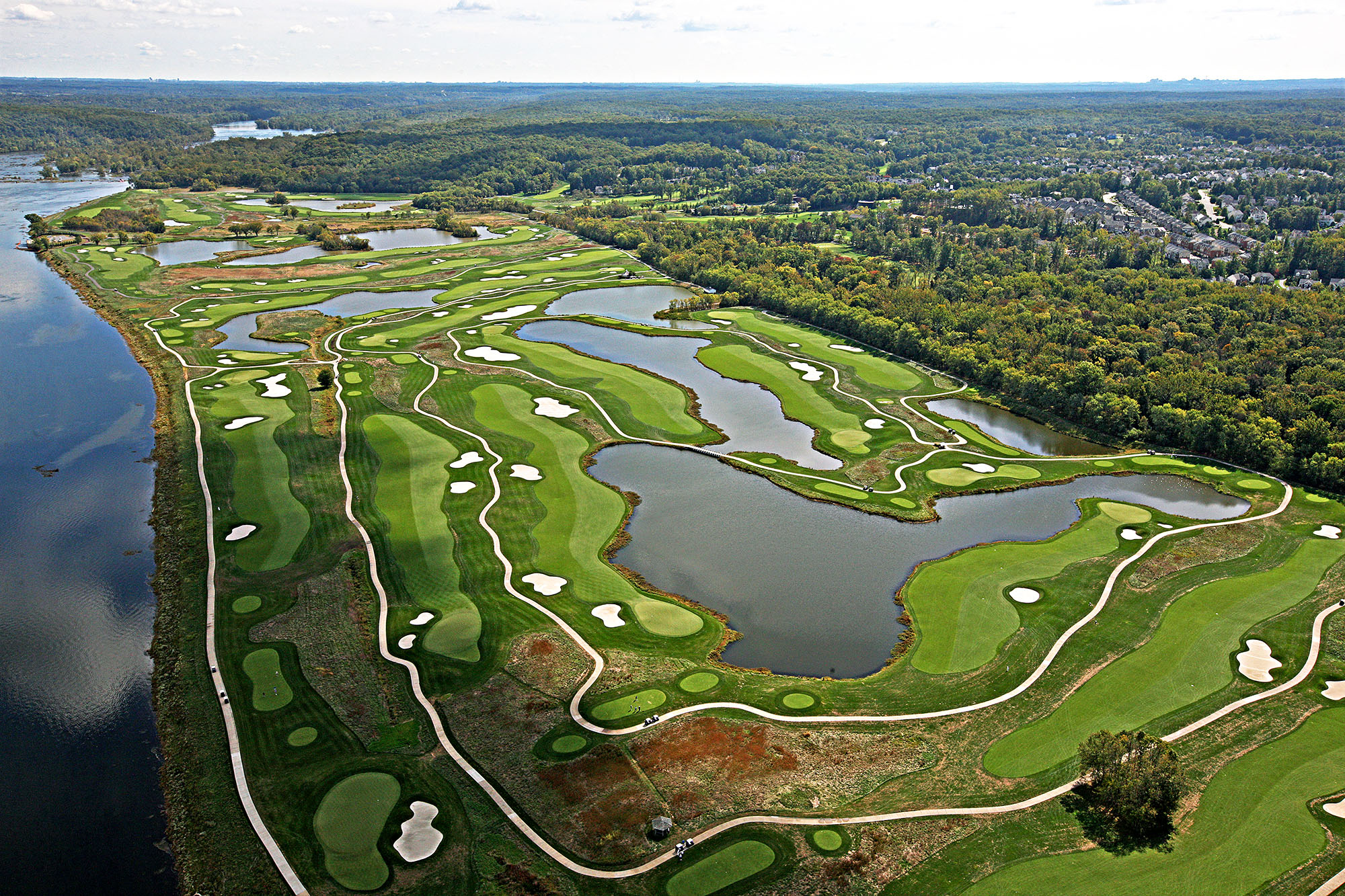
Trump National Golf Club Washington, D.C. i september 2012.

Trump National Golf Club Washington, D.C., tidigare Lowes Island Club, är en privat golfklubb som ligger i Sterling, Virginia i USA. Den ägs och drivs av Trump Organization.

## Historik
Det var någon gång i början på 1990-talet som golfklubben grundades som Lowes Island Club när området började bebyggas. Golfklubbens första golfbana The Island Course invigdes 1993. Sex år senare invigdes en till golfbana med namnet Riverview Course. Lowes Island Club blev nationellt uppmärksammad 2009 när Donald Trump köpte golfklubben för 13 miljoner amerikanska dollar och totalrenoverade den för ytterligare 25 miljoner dollar. När den återinvigdes 2015 fick den det nuvarande namnet.

## Golfbanorna
- Golfbanan Championship Golf Course (tidigare The Island Course) designades av Tom Fazio och invigdes 2015. Den har 18 hål och 72 i par. Golfbanan är totalt 6 311 meter (6 902 yards).[6]
- Golfbanan Riverview Golf Course designades av Arthur Hills. Den har 18 hål och 72 i par. Golfbanan är totalt 6 406 meter (7 006 yards).[7]

## Mästerskap
Trump National Golf Club Washington, D.C. kommer stå som värd för Liv Golf DC 2023, som ska spelas i slutet av maj 2023. Golfklubben har också stått som värd för PGA Tour Champions.